# Saison 2009-2010 de la LCHF
Saison précédente Saison suivante
La saison 2009-2010 est la troisième saison de la Ligue canadienne de hockey féminin (LCHF). La saison régulière voit six équipes jouer 30 parties. Les Stars de Montréal terminent première de la saison régulière pour la troisième année consécutive. Lors des finales de la Coupe Clarkson, les représentants de la LCHF sont battues par les Whitecaps du Minnesota de la Ligue féminine de hockey de l'Ouest (WWHL) qui deviennent la première équipe américaine à remporter le trophée.
En raison des Jeux olympiques d'hiver de Vancouver se déroulant en février 2010, une partie des meilleures joueuses sont absentes de la compétition et font une préparation séparée en sélection canadienne.

## Saison régulière
| Clt   | Équipe                   | PJ | V  | D  | DP | DF | BP  | BC  | Diff | Pts |
| ----- | ------------------------ | -- | -- | -- | -- | -- | --- | --- | ---- | --- |
| +001, | Stars de Montréal        | 30 | 23 | 5  | 0  | 2  | 122 | 70  | +52  | 48  |
| +002, | Chiefs de Mississauga    | 30 | 22 | 7  | 0  | 1  | 94  | 57  | +37  | 45  |
| +003, | Barracudas de Burlington | 30 | 19 | 8  | 0  | 3  | 94  | 80  | +14  | 41  |
| +004, | Thunder de Brampton      | 30 | 12 | 15 | 2  | 1  | 80  | 82  | -2   | 25  |
| +005, | Flames de Vaughan        | 30 | 9  | 20 | 0  | 1  | 78  | 115 | -37  | 19  |
| +006, | Senators d'Ottawa        | 30 | 5  | 23 | 1  | 1  | 61  | 125 | -64  | 12  |

- En gras : vainqueur de la saison régulière, qualifié pour la Coupe Clarkson
- En italique : qualifié pour la Coupe Clarkson
- Qualifiés pour les séries

### Statistiques

#### Meilleurs pointeurs

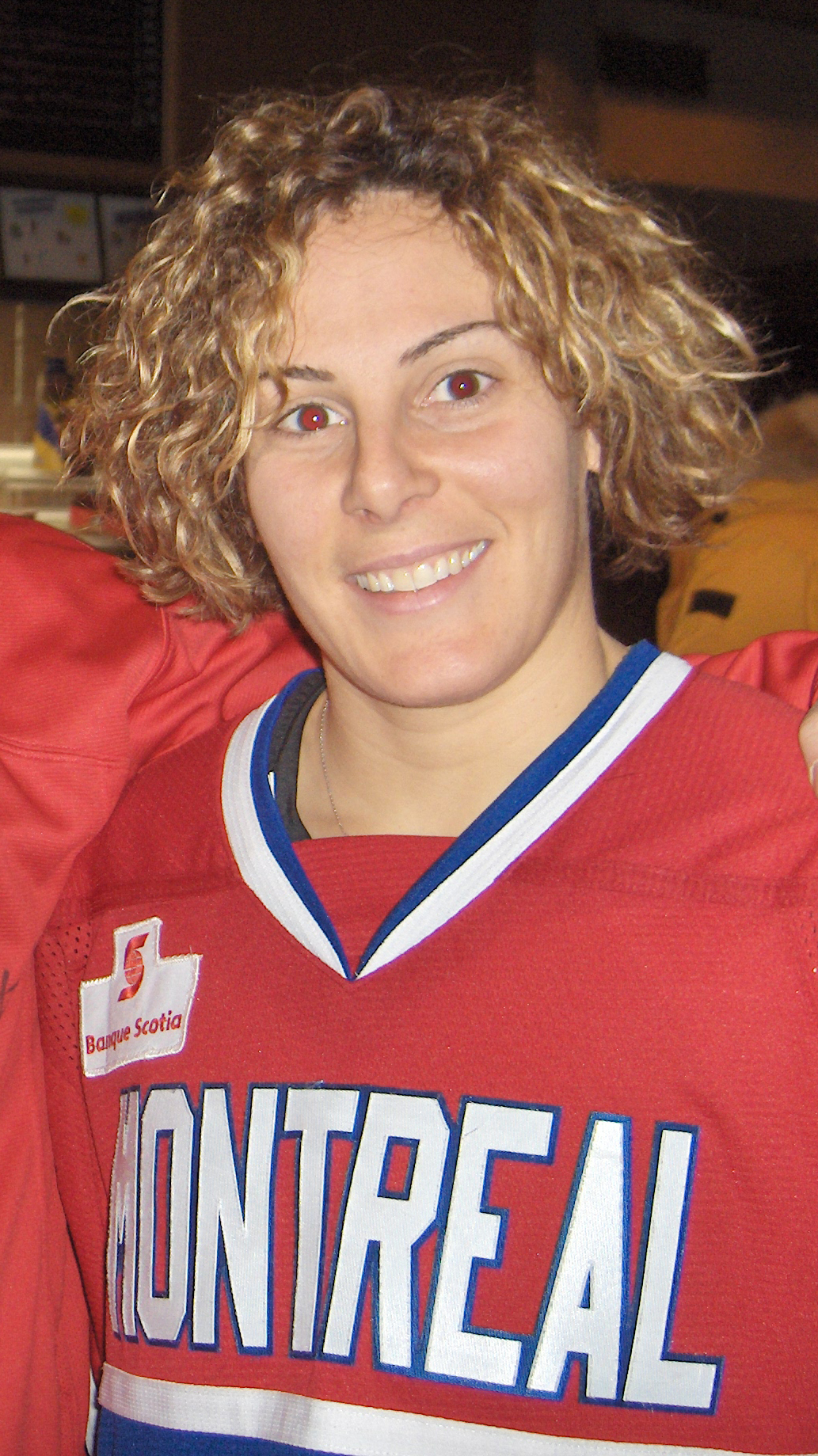
Noémie Marin, meilleure buteuse de la saison.

Avec 40 passes et un total de 55 points inscrits, Sabrina Harbec, joueuse des Stars de Montréal, finit meilleure passeuse et pointeuse de la saison régulière. Sa coéquipière Noémie Marin termine quant à elle meilleure buteuse de la ligue avec 25 réalisations.
| Joueuse             | Équipe                   | PJ | B  | A  | Pts | Pun |
| ------------------- | ------------------------ | -- | -- | -- | --- | --- |
| Sabrina Harbec      | Stars de Montréal        | 29 | 15 | 40 | 55  | 34  |
| Lindsay Vine (en)   | Barracudas de Burlington | 30 | 18 | 26 | 44  | 28  |
| Noémie Marin        | Stars de Montréal        | 28 | 25 | 18 | 43  | 16  |
| Lori Dupuis         | Thunder de Brampton      | 27 | 14 | 24 | 38  | 44  |
| Annie Guay          | Stars de Montréal        | 26 | 8  | 30 | 38  | 26  |
| Jana Harrigan (en)  | Barracudas de Burlington | 22 | 16 | 21 | 37  | 26  |
| Sommer West (en)    | Chiefs de Mississauga    | 30 | 11 | 24 | 35  | 68  |
| Kelly Hart (en)     | Barracudas de Burlington | 30 | 10 | 24 | 34  | 20  |
| Rebecca Davies (en) | Chiefs de Mississauga    | 30 | 17 | 14 | 31  | 56  |
| Leslie Oles         | Stars de Montréal        | 28 | 14 | 17 | 31  | 50  |

## Séries éliminatoires
|  | Premier tour | Premier tour | Premier tour | Premier tour |   |            | Deuxième tour | Deuxième tour | Deuxième tour | Deuxième tour |
|  |              |              |              |              |   |            |               |               |               |               |
|  |              |              |              |              |   |            |               |               |               |               |
|  | 3            | Burlington   | 4            | 4            |   |            |               |               |               |               |
|  | 3            | Burlington   | 4            | 4            |   |            |               |               |               |               |
|  | 6            | Ottawa       | 3            | 3            |   |            |               |               |               |               |
|  | 6            | Ottawa       | 3            | 3            | 3 | Burlington | 1             | 1             |               |               |
|  |              |              |              |              | 3 | Burlington | 1             | 1             |               |               |
|  |              |              | 4            | Brampton     | 2 | 2          |               |               |               |               |
|  | 4            | Brampton     | 4            | Brampton     | 2 | 2          | 4             | 4             |               |               |
|  | 4            | Brampton     |              |              |   |            |               | 4             |               |               |
|  | 5            | Vaughan      | 1            | 1            |   |            |               |               |               |               |
|  | 5            | Vaughan      | 1            | 1            |   |            |               |               |               |               |

## Récompenses

### Trophées
| Trophée                                             | Vainqueur                              |
| --------------------------------------------------- | -------------------------------------- |
| Trophée Angela James Meilleur pointeur de la saison | Sabrina Harbec (Stars de Montréal)     |
| Meilleure joueuse                                   | Sabrina Harbec (Stars de Montréal)     |
| Gardienne de l'année                                | Laura Hosier (Thunder de Brampton)     |
| Défenseure de l'année                               | Annie Guay (Stars de Montréal)         |
| Attaquante de l'année                               | Sabrina Harbec (Stars de Montréal)     |
| Recrue de l'année                                   | Danielle Blanchard (Flames de Vaughan) |

### Équipes d'étoiles
| Position         | Joueuse          | Équipe                   |
| ---------------- | ---------------- | ------------------------ |
| Gardienne de but | Laura Hosier     | Thunder de Brampton      |
| Défenseure       | Annie Guay       | Stars de Montréal        |
| Défenseure       | Michelle Bonello | Flames de Vaughan        |
| Attaquante       | Sabrina Harbec   | Stars de Montréal        |
| Attaquante       | Lindsay Vine     | Barracudas de Burlington |
| Attaquante       | Sommer West      | Chiefs de Mississauga    |

| Position         | Joueuse         | Équipe                   |
| ---------------- | --------------- | ------------------------ |
| Gardienne de but | Sami Jo Small   | Chiefs de Mississauga    |
| Défenseure       | Shannon Moulson | Chiefs de Mississauga    |
| Défenseure       | Bobbi Jo Slusar | Thunder de Brampton      |
| Attaquante       | Noémie Marin    | Stars de Montréal        |
| Attaquante       | Lori Dupuis     | Thunder de Brampton      |
| Attaquante       | Jana Harrigan   | Barracudas de Burlington |

| Position         | Joueuse            | Équipe                   |
| ---------------- | ------------------ | ------------------------ |
| Gardienne de but | Allison Cubberley  | Barracudas de Burlington |
| Défenseure       | Ashley Johnston    | Barracudas de Burlington |
| Défenseure       | Sharon Kelly       | Senators d'Ottawa        |
| Attaquante       | Danielle Blanchard | Flames de Vaughan        |
| Attaquante       | Donna Ringrose     | Stars de Montréal        |
| Attaquante       | Nicole Tritter     | Thunder de Brampton      |

## Coupe Clarkson
Le tournoi de la Coupe Clarkson se déroule du 27 au 28 mars 2010 au Elgin Barrow Arena de Richmond Hill, dans la province de l'Ontario. Quatre équipes y prenne part, les Stars de Montréal, les Chiefs de Mississauga et le Thunder de Brampton de la LCHF et les Whitecaps du Minnesota de la Ligue féminine de hockey de l'Ouest (WWHL).

### Tableau
|  | Demi-finales | Demi-finales | Demi-finales | Demi-finales |    |           | Finale | Finale | Finale | Finale |
|  |              |              |              |              |    |           |        |        |        |        |
|  |              |              |              |              |    |           |        |        |        |        |
|  | W1           | Minnesota    | 3            | 3            |    |           |        |        |        |        |
|  | W1           | Minnesota    | 3            | 3            |    |           |        |        |        |        |
|  | C2           | Mississauga  | 1            | 1            |    |           |        |        |        |        |
|  | C2           | Mississauga  | 1            | 1            | W1 | Minnesota | 4      | 4      |        |        |
|  |              |              |              |              | W1 | Minnesota | 4      | 4      |        |        |
|  |              |              | C3           | Brampton     | 0  | 0         |        |        |        |        |
|  | C1           | Montréal     | C3           | Brampton     | 0  | 0         | 2      | 2      |        |        |
|  | C1           | Montréal     |              |              |    |           |        | 2      |        |        |
|  | C3           | Brampton     | 3            | 3            |    |           |        |        |        |        |
|  | C3           | Brampton     | 3            | 3            |    |           |        |        |        |        |

### Finale
| 28 mars 2010 | Minnesota | 4-0 (1-0, 1-0, 2-0) | Brampton | Elgin Barrow Arena, Richmond Hill |

| Feuille de match           | Feuille de match | Feuille de match | Feuille de match | Feuille de match |
| -------------------------- | --- | ---------------- | ---------------- | ---------------- |
|                            | Chelsey Brodt-Rosenthal — 2 min 20 s Jenny Potter — 29 min 15 s Maggie Fisher (Megan McCarthy) — 50 min 27 s Brooke White (Maggie Fisher) — 51 min 15 s | 1-0 2-0 3-0 4-0  | -                |                  |
| Megan Van Beusekom-Sweerin | Gardiens | Laura Hosier     |                  |                  |
| 6 min                      | Pénalités | 10 min           |                  |                  |
|                            | |                  |                  |                  |

### Récompenses
| Trophée              | Vainqueur                                           |
| -------------------- | --------------------------------------------------- |
| Meilleur joueuse     | Julie Chu (Whitecaps du Minnesota)                  |
| Meilleure gardienne  | Megan Van Beusekom-Sweerin (Whitecaps du Minnesota) |
| Meilleure défenseure | Molly Engstrom (Thunder de Brampton)                |
| Meilleure attaquante | Lori Dupuis (Thunder de Brampton)                   |